# Sitnica (rivière)
Pour les articles homonymes, voir Sitnica.

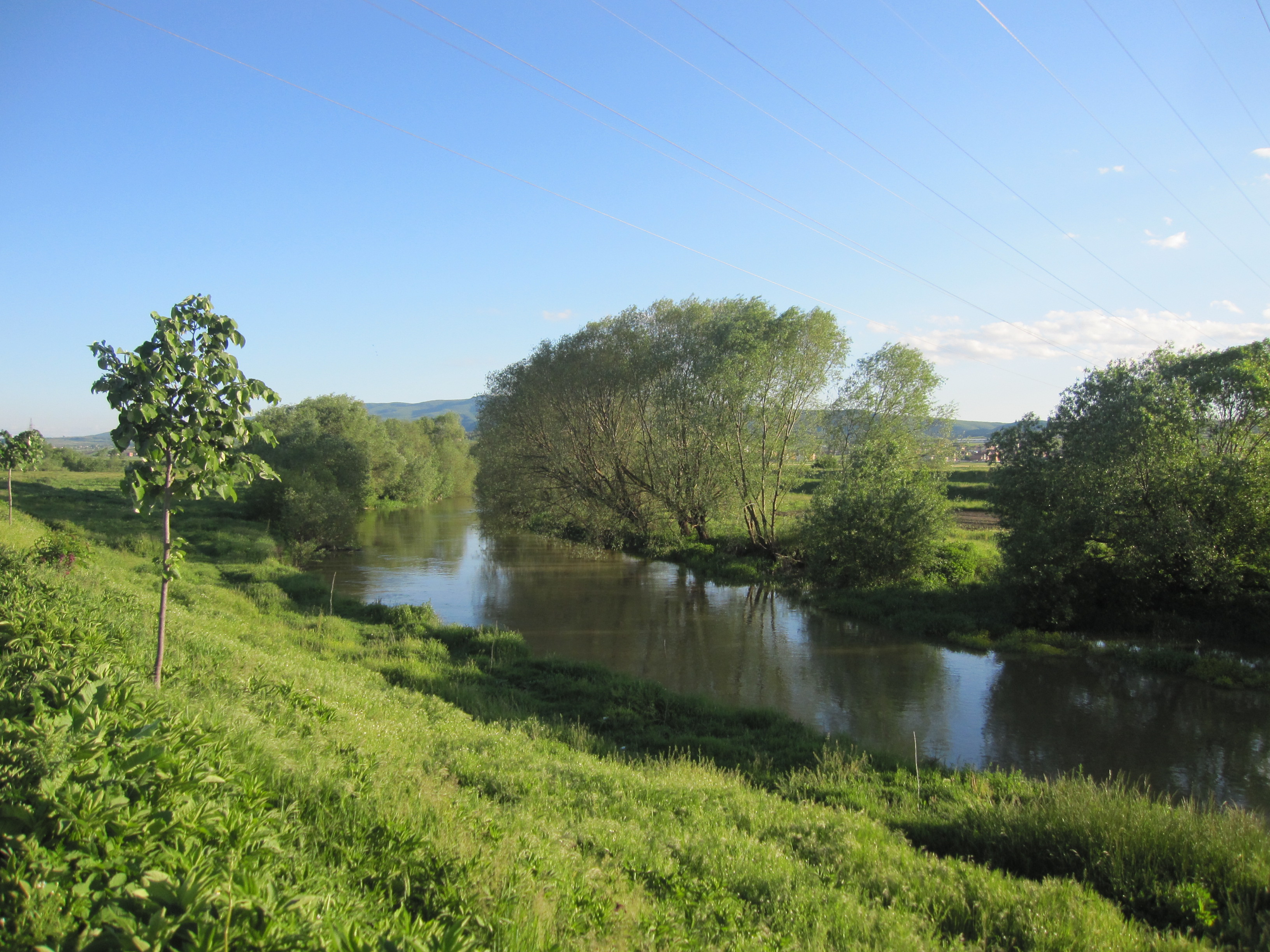
La Sitnica près de Vushtrri au Kosovo.

La Sitnica (albanais : Sitnicë ; serbe : Sitnica ; Cyrillique : Ситница), est une rivière de 90 km de long qui traverse le Kosovo. Elle se déverse dans la rivière Ibar aux environs de Mitrovica. Elle appartient donc au système hydrologique du Danube.